# São Paulo FC
São Paulo Futebol Clube – brazylijski klub piłkarski z siedzibą w mieście São Paulo, stolicy stanu São Paulo. Występuje w rozgrywkach Campeonato Brasileiro Série A oraz Campeonato Paulista. Domowe mecze rozgrywa na obiekcie Estádio do Morumbi.

## Informacje podstawowe
- Pełna nazwa: São Paulo Futebol Clube
- Data założenia: 26 stycznia 1930 (reaktywowany 16 grudnia 1935)
- Przydomek: Tricolor Paulista (dosł. Trójkolorowi ze stanu São Paulo)
- Maskotka: Santo Paulo (Święty Paweł)
- Stadion: Estádio Cícero Pompeu de Toledo (Morumbi), São Paulo
- Pojemność: 66 795 miejsc[1]
- Rozgrywki ligowe: Campeonato Brasileiro, Campeonato Paulista

## Historia
São Paulo Futebol Clube (zwany ówcześnie przez kibiców São Paulo da Floresta), będący bezpośrednim poprzednikiem dzisiejszej, słynnej, noszącej tę samą nazwę, drużyny powstał 26 stycznia 1930 roku w wyniku połączenia dwóch klubów: Clube Atlético Paulistano oraz Associação Atlética das Palmeiras. W 1929 roku musiały one zakończyć działalność swoich sekcji piłkarskich, gdyż wkraczający powoli do futbolu profesjonalizm uniemożliwił im konkurowanie z drużynami zawodowymi. W ten sposób, dzięki połączonym siłom kibiców, działaczy oraz piłkarzy obu klubów założono São Paulo F.C., którego zawodnicy od tej pory występowali w strojach z poziomymi pasami o barwach będących symbolami byłych drużyn: czerwonej i białej (C.A. Paulistano) oraz białej i czarnej (A.A. das Palmeiras). Swoje mecze zespół z São Paulo rozgrywał na stadionie Chácara da Floresta (stąd popularna nazwa drużyny) przejętym od A.A. das Palmeiras. Prezesem nowego klubu został wybrany Edgard de Souza Aranha.
W pierwszym roku istnienia klub został wicemistrzem stanu São Paulo (Campeonato Paulista), ulegając tylko słynnej drużynie Corinthians Paulista, a w kolejnym (1931) już świętował zdobycie tytułu. W trzech następnych sezonach São Paulo kończyło rozgrywki zawsze na 2. miejscu, przegrywając w każdym z nich z innym wielkim klubem, Palestra Itália (dzisiejszy SE Palmeiras). Pogłębiający się kryzys finansowy klubu, a także rozłam w związku piłkarskim stanu São Paulo, doprowadził do fuzji z Clube de Regatas Tietê i rozwiązania sekcji piłki nożnej, które nastąpiło 14 maja 1935 roku. Duża część piłkarzy wyjechała do Rio de Janeiro, natomiast zawodnicy, którzy zostali, oraz grupa działaczy niemogących się pogodzić z utratą klubu ustanowili Grêmio Tricolor, które 4 czerwca 1935 roku przerodziło się w Clube Atlético São Paulo, aby ostatecznie 16 grudnia 1935 roku dać początek istnieniu jednego z najsłynniejszych klubów świata – São Paulo Futebol Clube. Nowy-stary klub przejął wszelkie symbole (nazwę, barwy, herb, wzór strojów) od São Paulo da Floresta, dlatego też często uznawany jest za naturalnego kontynuatora jego tradycji i spadkobiercę sukcesów sportowych.

## Symbole klubu

### Herb
Oprócz skrótu nazwy klubu, w herbie umieszczone są barwy czerwona, biała i czarna, mające symbolizować kolory klubów, z połączenia których powstało São Paulo F.C.: C.A. Paulistano oraz A.A. das Palmeiras.
Trzy czerwone gwiazdy oznaczają dwukrotne zdobycie Pucharu Interkontynentalnego (1992 i 1993) oraz tytuł Klubowego Mistrza Świata (2005). Dwie złote uhonorowują rekord olimpijski i rekord świata ustanowione przez reprezentanta klubu, trójskoczka Adhemara Ferreirę da Silvę podczas Igrzysk Olimpijskich w Helsinkach (1952) oraz Igrzysk Panamerykańskich w Meksyku (1955).

### Maskotka
Maskotką klubu jest Santo Paulo (Święty Paweł), ubrany w biały habit roześmiany staruszek z białą brodą i piłką w ręce. Została stworzona w latach 40. przez rysownika czasopisma „A Gazeta Esportiva”. Nazwana została „Santo” (wbrew regułom języka portugalskiego) w celu odróżnienia jej od nazwy klubu i miasta.

## Stadion
Drużyna São Paulo F.C. rozgrywa swoje mecze na Estádio Cícero Pompeu de Toledo, noszącym imię byłego prezesa klubu, który zainicjował budowę obiektu. Znany także powszechnie jako Morumbi, znajduje się on w dzielnicy o tej samej nazwie, leżącej w południowej części miasta. Został zaprojektowany przez João Batistę Vilanovę Artigasa, a jego budowa trwała w latach 1952–1970, choć inauguracja odbyła się jeszcze w trakcie konstruowania obiektu. W pierwszym meczu drużyna gospodarzy pokonała portugalski Sporting CP 1-0, 2 października 1960 roku. Obecnie stadion, po kilku modernizacjach, mieści około 80 tys. widzów i jest największym tego typu obiektem w stanie São Paulo, a w całej Brazylii ustępuje pojemnością tylko słynnej Maracanie. Przed oddaniem Morumbi do użytku klub rozgrywał domowe mecze także na innych stadionach: Chácara da Floresta (lata 1930–1935), Parque Antárctica (1936-38), Antárctica Paulista (1936-42) oraz Pacaembu (1940-60).

## Osiągnięcia
São Paulo FC jest rekordzistą pod względem liczby tytułów Mistrza Brazylii (6) oraz jedynym klubem w historii, który zdobył ten tytuł 3 razy z rzędu. Jako jedyna brazylijska drużyna zdobyło 3-krotnie Copa Libertadores oraz jest jedną z dwóch (obok Santosu FC), które wygrały 2-krotnie Puchar Interkontynentalny.
- Mistrzostwo stanu São Paulo: 1931 (jako S.P. da Floresta), 1943, 1945, 1946, 1948, 1949, 1953, 1957, 1970, 1971, 1975, 1980, 1981, 1985, 1987, 1989, 1991, 1992, 1998, 2000, 2002 (Supermistrzostwo), 2005, 2021
- Mistrzostwo Brazylii: 1977, 1986, 1991, 2006, 2007, 2008
- Copa Libertadores: 1992, 1993, 2005
- Puchar Interkontynentalny: 1992, 1993
- Klubowe mistrzostwa świata: 2005
- Supercopa Sudamericana: 1993
- Copa Sudamericana: 2012

## Bilans klubu
| Sezon | M                                    | Z                                    | R                                    | P                                    | BZ                                   | BS                                   | Miejsce                              |
| ----- | ------------------------------------ | ------------------------------------ | ------------------------------------ | ------------------------------------ | ------------------------------------ | ------------------------------------ | ------------------------------------ |
| 1971  | 27                                   | 10                                   | 10                                   | 7                                    | 26                                   | 23                                   | 2.                                   |
| 1972  | 28                                   | 13                                   | 6                                    | 9                                    | 49                                   | 32                                   | 9.                                   |
| 1973  | 40                                   | 17                                   | 18                                   | 15                                   | 46                                   | 22                                   | 2.                                   |
| 1974  | 24                                   | 8                                    | 13                                   | 3                                    | 25                                   | 15                                   | 10.                                  |
| 1975  | 28                                   | 11                                   | 14                                   | 3                                    | 35                                   | 21                                   | 5.                                   |
| 1976  | 13                                   | 4                                    | 4                                    | 5                                    | 15                                   | 13                                   | 28.                                  |
| 1977  | 21                                   | 13                                   | 4                                    | 4                                    | 40                                   | 15                                   | 1.                                   |
| 1978  | 26                                   | 10                                   | 8                                    | 8                                    | 42                                   | 25                                   | 19.                                  |
| 1979  | klub nie wziął udziału w rozgrywkach | klub nie wziął udziału w rozgrywkach | klub nie wziął udziału w rozgrywkach | klub nie wziął udziału w rozgrywkach | klub nie wziął udziału w rozgrywkach | klub nie wziął udziału w rozgrywkach | klub nie wziął udziału w rozgrywkach |
| 1980  | 18                                   | 8                                    | 8                                    | 2                                    | 36                                   | 22                                   | 9.                                   |
| 1981  | 23                                   | 13                                   | 6                                    | 4                                    | 32                                   | 15                                   | 2.                                   |
| 1982  | 18                                   | 11                                   | 1                                    | 6                                    | 43                                   | 23                                   | 6.                                   |
| 1983  | 22                                   | 13                                   | 5                                    | 4                                    | 47                                   | 17                                   | 5.                                   |
| 1984  | 14                                   | 6                                    | 6                                    | 2                                    | 23                                   | 14                                   | 17.                                  |
| 1985  | 20                                   | 7                                    | 6                                    | 7                                    | 36                                   | 39                                   | 27.                                  |
| 1986  | 34                                   | 17                                   | 13                                   | 4                                    | 62                                   | 22                                   | 1.                                   |
| 1987  | 15                                   | 7                                    | 3                                    | 5                                    | 21                                   | 12                                   | 6.                                   |
| 1988  | 23                                   | 9                                    | 8                                    | 6                                    | 21                                   | 18                                   | 11.                                  |
| 1989  | 19                                   | 7                                    | 9                                    | 3                                    | 25                                   | 16                                   | 2.                                   |
| 1990  | 25                                   | 10                                   | 7                                    | 8                                    | 24                                   | 18                                   | 2.                                   |
| 1991  | 23                                   | 12                                   | 7                                    | 4                                    | 28                                   | 15                                   | 1.                                   |
| 1992  | 25                                   | 10                                   | 7                                    | 8                                    | 28                                   | 23                                   | 6.                                   |
| 1993  | 20                                   | 9                                    | 8                                    | 3                                    | 27                                   | 17                                   | 4.                                   |
| 1994  | 27                                   | 12                                   | 8                                    | 7                                    | 42                                   | 35                                   | 6.                                   |
| 1995  | 23                                   | 9                                    | 6                                    | 8                                    | 26                                   | 23                                   | 12.                                  |
| 1996  | 23                                   | 9                                    | 8                                    | 6                                    | 39                                   | 32                                   | 11.                                  |
| 1997  | 25                                   | 8                                    | 9                                    | 8                                    | 41                                   | 32                                   | 13.                                  |
| 1998  | 23                                   | 8                                    | 3                                    | 12                                   | 34                                   | 35                                   | 15.                                  |
| 1999  | 26                                   | 13                                   | 1                                    | 12                                   | 45                                   | 35                                   | 3.                                   |
| 2000  | 26                                   | 10                                   | 10                                   | 6                                    | 48                                   | 38                                   | 12.                                  |
| 2001  | 28                                   | 13                                   | 7                                    | 8                                    | 49                                   | 36                                   | 7.                                   |
| 2002  | 27                                   | 16                                   | 4                                    | 7                                    | 59                                   | 40                                   | 5.                                   |
| 2003  | 46                                   | 22                                   | 12                                   | 12                                   | 81                                   | 67                                   | 3.                                   |
| 2004  | 46                                   | 24                                   | 10                                   | 12                                   | 78                                   | 43                                   | 3.                                   |
| 2005  | 42                                   | 16                                   | 10                                   | 16                                   | 77                                   | 67                                   | 11.                                  |
| 2006  | 38                                   | 22                                   | 12                                   | 4                                    | 66                                   | 32                                   | 1.                                   |
| 2007  | 38                                   | 23                                   | 8                                    | 7                                    | 55                                   | 19                                   | 1.                                   |
| 2008  | 38                                   | 21                                   | 12                                   | 5                                    | 66                                   | 36                                   | 1.                                   |
| 2009  | 38                                   | 18                                   | 11                                   | 9                                    | 57                                   | 42                                   | 3.                                   |
| 2010  | 38                                   | 15                                   | 10                                   | 13                                   | 54                                   | 54                                   | 9.                                   |
| 2011  | 38                                   | 16                                   | 11                                   | 11                                   | 57                                   | 46                                   | 6.                                   |
| 2012  | 38                                   | 20                                   | 6                                    | 12                                   | 59                                   | 37                                   | 4.                                   |
| Suma  | 1134                                 | 520                                  | 329                                  | 285                                  | 1764                                 | 1186                                 | 6 tytułów                            |

## Aktualny skład
Stan na 16 marca 2024.
| Nr | Poz. | Piłkarz           |
| -- | ---- | ----------------- |
| 2  | OB   | Igor Vinícius     |
| 3  | OB   | Nahuel Ferraresi  |
| 4  | OB   | Diego Costa       |
| 5  | OB   | Robert Arboleda   |
| 6  | OB   | Welington         |
| 7  | NA   | Lucas Moura       |
| 9  | NA   | Jonathan Calleri  |
| 10 | NA   | Luciano           |
| 11 | PO   | Rodrigo Nestor    |
| 13 | OB   | Rafinha (kapitan) |
| 14 | PO   | Giuliano Galoppo  |
| 15 | PO   | Michel Araújo     |
| 16 | PO   | Luiz Gustavo      |
| 17 | NA   | André Silva       |
| 18 | PO   | Rodriguinho       |
| 21 | PO   | Damián Bobadilla  |
| 23 | BR   | Rafael            |

| Nr | Poz. | Piłkarz         |
| -- | ---- | --------------- |
| 25 | PO   | Alisson         |
| 27 | NA   | Wellington Rato |
| 28 | OB   | Alan Franco     |
| 29 | PO   | Pablo Maia      |
| 30 | OB   | João Moreira    |
| 31 | NA   | Juan            |
| 33 | NA   | Erick           |
| 36 | OB   | Patryck         |
| 39 | NA   | William Gomes   |
| 43 | PO   | Nikão           |
| 44 | OB   | Matheus Belém   |
| 46 | PO   | Felipe Negrucci |
| 47 | NA   | Ferreirinha     |
| 50 | BR   | Young           |
| 55 | PO   | James Rodríguez |
| 93 | BR   | Jandrei         |